# Too Much, Baby!
| Recensione | Giudizio |
| ---------- | -------- |
| AllMusic   |          |

Too Much, Baby! è un album a nome The Swinging Piano of Pete Jolly, pubblicato dalla casa discografica Columbia Records nell'ottobre del 1965.

## Tracce

### LP
Lato A
1. I'm All Smiles (da "The Yearling") – 2:47 (musica: Michael Leonard)
2. One Morning in May – 3:19 (testo: Mitchell Parish – musica: Hoagy Carmichael)
3. If I Ruled the World (da "Pickwick") – 3:00 (Leslie Bricusse, Cyril Ornadel)
4. Telephone Song – 2:07 (Norman Gimbel, Roberto Menescal, Ronaldo Bôscoli)
5. Some Time Ago – 3:53 (musica: Pete Jolly)

Lato B
1. Same Ol' Huckleberry Finn (Up Cherry Street) – 2:23 (musica: Pete Jolly)
2. Do I Hear a Waltz? (da "Do I Hear a Waltz?") – 2:22 (testo: Stephen Sondheim – musica: Richard Rodgers)
3. I'm Getting Sentimental Over You – 3:55 (testo: Ned Washington – musica: George Brassman)
4. Favela – 3:10 (testo: Vinicius de Moraes – musica: Antônio Carlos Jobim)
5. On a Wonderful Day Like Today (da "The Roar of the Greasepaint - The Smell of the Crowd") – 3:33 (Leslie Bricusse, Anthony Newley)

## Musicisti
- Pete Jolly – pianoforte
- Chuck Berghofer – contrabbasso
- Nicholas Martinis – batteria

Note aggiuntive
- Edward L. Kleban – produttore
- Frank Bez – foto copertina album originale
- E. L. K. (Edward Lawrence Kleban) – note retrocopertina album originale [4]